# ルバンダ県
ルバンダ県（ルバンダけん、英語: Rubanda District）は、ウガンダ・西部地域に位置する県。伝統的にはキゲジ地方に属する。県都は同名のルバンダ。
人口は約20万人（2017年推計）。

## 歴史
2016年7月1日にカバレ県から分離する形で発足。

## 隣接する県
- ルクンギリ県
- ルキガ県
- カバレ県
- キソロ県
- カヌング県